# Le Gagnant (film, 1937)
Pour plus de détails, voir Fiche technique et Distribution.
Le Gagnant est un moyen métrage français réalisé en 1937 par Yves Allégret.

## Fiche technique
Source IMDb
- Titre français : Le Gagnant
- Titre alternatif : Amour et Automobile
- Réalisation : Yves Allégret
- Scénario : Pierre Lestringuez, Jean Aurenche
- Dialogues : Jean Anouilh
- Producteur : Pierre Braunberger
- Société de production : Panthéon Productions
- Pays d’origine :  France
- Langue originale : français
- Format :  Noir et blanc - 1,37:1 - 35 mm (positif & négatif) - son mono
- Genre : Comédie
- Durée : 41 minutes
- Métrage : 1135 mètres[réf. souhaitée]
- Date de sortie : France : 1937

## Distribution
Source IMDb
- René Lefèvre
- Sylvia Bataille
- Saturnin Fabre
- Raymond Aimos
- Jean Témerson
- Ginette Leclerc
- Jean Sinoël
- Marcel Duhamel
- René Génin

## Autour du film
- Tournage dans les Studios d'Épinay, 10 rue du Mont, Épinay-sur-Seine, Seine-Saint-Denis